# Sondermarke

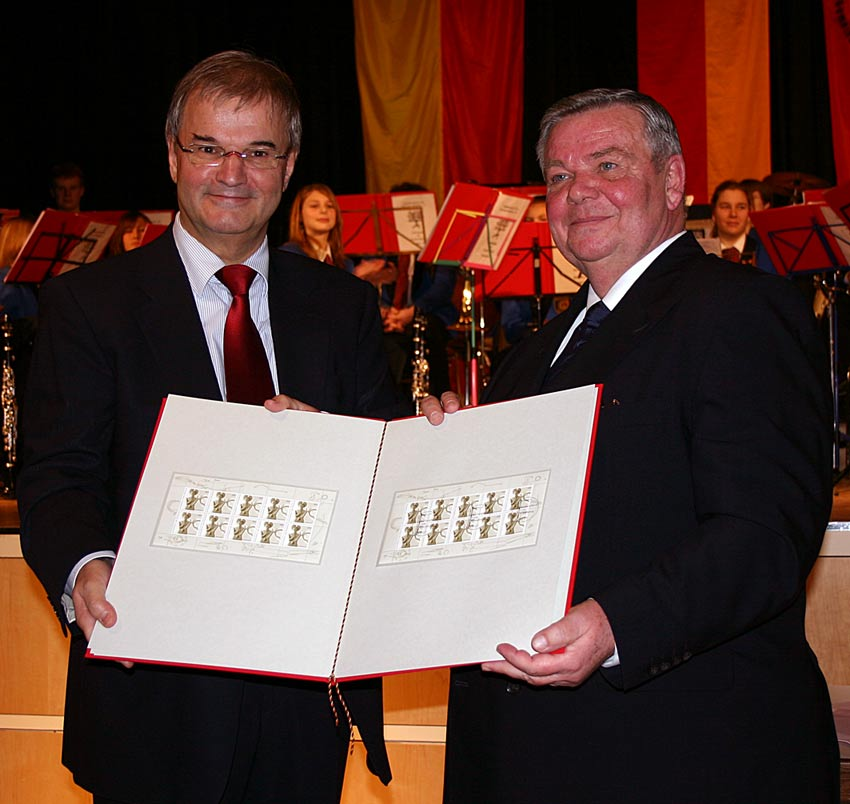
Präsentation einer Sondermarke durch den Parlamentarischen Staatssekretär beim Bundesminister der Finanzen, Karl Diller (l.) 2005

Eine Sondermarke ist eine Briefmarke, die in einer begrenzten Auflage herausgegeben wird. Ihr Motiv bildet meistens einen besonderen Anlass ab. Sondermarken werden als einzelne Briefmarken oder seltener als Briefmarkenserie ausgegeben. Briefmarkenblocks bestehen meistens auch aus Sondermarken.
In Deutschland ist für die Herausgabe von Sondermarken das Bundesministerium der Finanzen zuständig.

## Arten von Sondermarken

### Gedenkmarken

Gedenkmarke anlässlich des 80. Geburtstags Kaiser Franz Josephs am 8. August 1910 von Koloman Moser

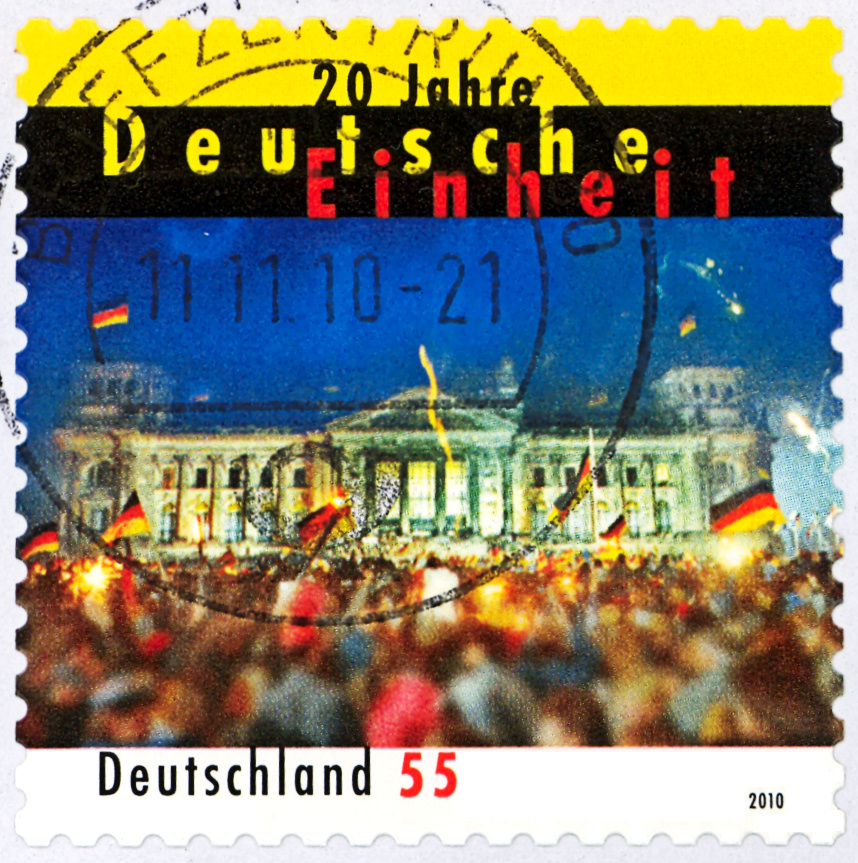
Gedenkmarke zum 20. Jahrestag der deutschen Einheit 2010

Die Philatelie unterscheidet zwischen gewöhnlichen Sondermarken und Gedenkmarken. Im allgemeinen Sprachgebrauch wird jedoch Gedenkmarke meistens als Synonym für Sondermarke gebraucht. Eine Gedenkmarke im engeren Sinn nimmt mit ihrem Motiv und ihrer Inschrift immer Bezug auf ein bestimmtes Datum. Das kann der Geburtstag oder Todestag einer berühmten Persönlichkeit, oder eine andere Begebenheit, wie zum Beispiel die Unabhängigkeit eines Staates, sein. Auch kann der Ausgabeanlass einer Gedenkmarke ein aktuelles Ereignis, wie die Eröffnung einer Weltausstellung im eigenen Land, thematisieren. Gedenkmarken können außerdem auf ein gerade eingetretenes Geschehen, wie den Tod des Staatsoberhauptes, eingehen. Da solche Marken oft in Eile hergestellt werden, kann es zu einfachen Überdrucken auf gewöhnlichen Dauermarken kommen.
Gedenkmarken werden meistens kurz vor dem Jahrestag oder dem zu feiernden Ereignis ausgegeben. Der dazugehörige Ersttagsstempel wird außer in der Hauptstadt eines Landes meistens auch in einer zum Anlass passenden Ortschaft abgegeben, wie z. B. der Geburtsort der geehrten Persönlichkeit. In dem Fall spricht der Philatelist von einem Ortsersttag.
Werden Gedenkmarken in einem Block herausgegeben, handelt es sich streng genommen um einen Gedenkblock. Eine solche Bezeichnung ist jedoch selbst unter Philatelisten unüblich.

### Werbemarken
Werbemarken sind Sondermarken, die als Werbung für kommende größere Veranstaltungen, Institutionen und Ähnliches herausgegeben werden. Das kann zum Beispiel eine Ausgabe anlässlich einer bevorstehenden oder gerade stattfindenden Fußballweltmeisterschaft sein. Würde sich eine Sondermarke jedoch auf ein bestimmtes Spiel beziehen, wäre es eine Gedenkmarke. Anders als bei Gedenkmarken gibt es bei Werbemarken nur selten Ortsersttage. 
Werbemarken werden von Philatelisten meistens als Sondermarken bezeichnet. Das kann jedoch zu Verwirrungen führen. Seltener werden sie auch Propagandamarken genannt. Bezeichnungen wie Werbeblock werden ebenfalls nur selten verwendet.

### Zuschlagmarken

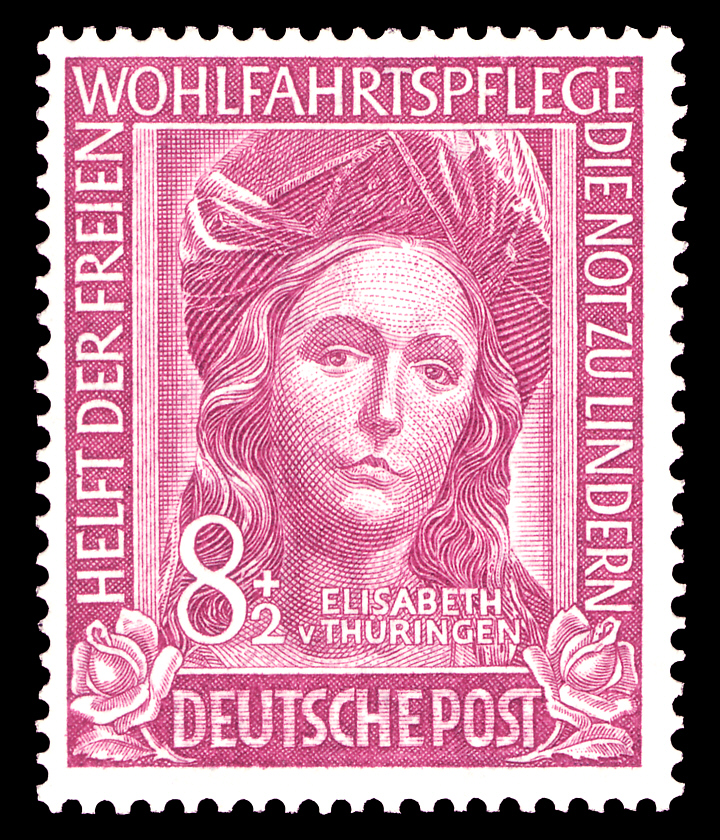
Erste Wohlfahrtsmarke 8+2 Pf der Deutschen Bundespost (1949)

Manchmal werden Sondermarken teurer als zum Frankaturwert von der Post verkauft. Der Philatelist spricht von einem „Zuschlag“, einem zusätzlich zu entrichtenden Geldbetrag zum eigentlichen Porto. Er darf höchstens 50 % des Nominalwertes betragen, andernfalls spricht die Philatelie von einer schädlichen Ausgabe. Meist dient der Zuschlag wohltätigen Zwecken. Ist dieser Zweck auf der Sondermarke vermerkt, wird sie Wohlfahrtsbriefmarke oder Wohltätigkeitsbriefmarke genannt. 
Ein Beispiel der jüngeren Zeit ist die 2005 erschienene Briefmarke „Fußball-Weltmeisterschaft 2006 – Fußball-Globus“. Sie hat einen Frankaturwert von 55 Cent – damals ausreichend für einen Standardbrief – kostete aber 80 Cent. Die Differenz von 25 Cent erhielt die Stiftung Deutsche Sporthilfe. Ein weiteres Beispiel ist die Sondermarke „Hochwasserhilfe 2002“ (56 Cent + 44 Cent), deren Zuschlag den Opfern des Jahrhunderthochwassers der Elbe zugutegekam. 
Eine lange Tradition haben die Pro-Patria- und Pro-Juventute-Marken in der Schweiz.

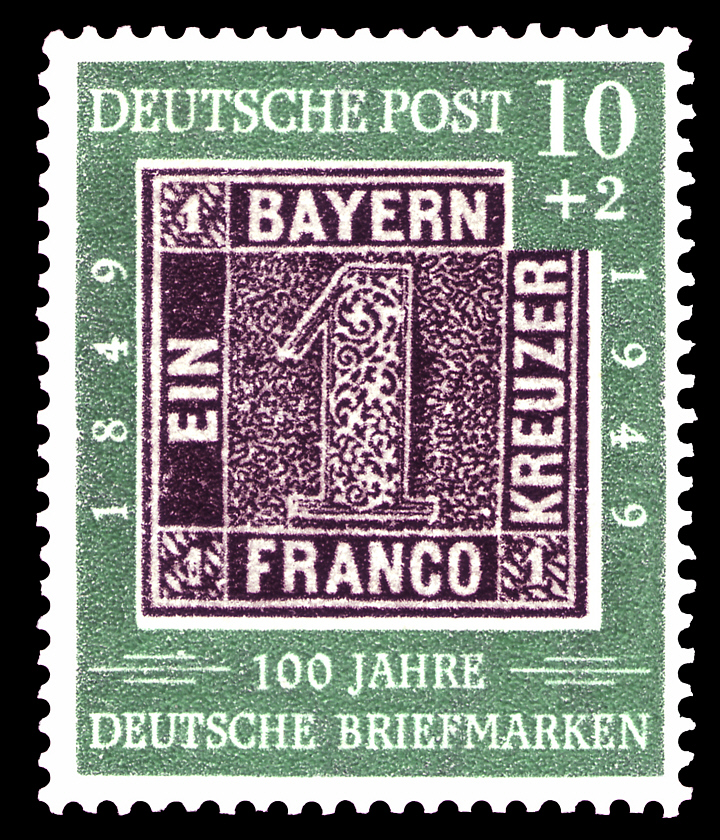
Erste Zuschlagmarke 10+2 Pf der Deutschen Bundespost (1949)

Der Zuschlag kann auch zur Finanzierung anderer förderungswürdiger Unternehmungen dienen, wie etwa Ausstellungen, Vereinen und Ähnlichem. In diesem Fall kann es sich bei der Zuschlagsmarke gleichzeitig um eine Gedenkmarke oder Werbemarke handeln. So kann beispielsweise für eine Internationale Briefmarkenausstellung geworben und gleichzeitig ein Zuschlag auf das Porto erhoben werden.

## Geschichte

### Erste Sondermarken

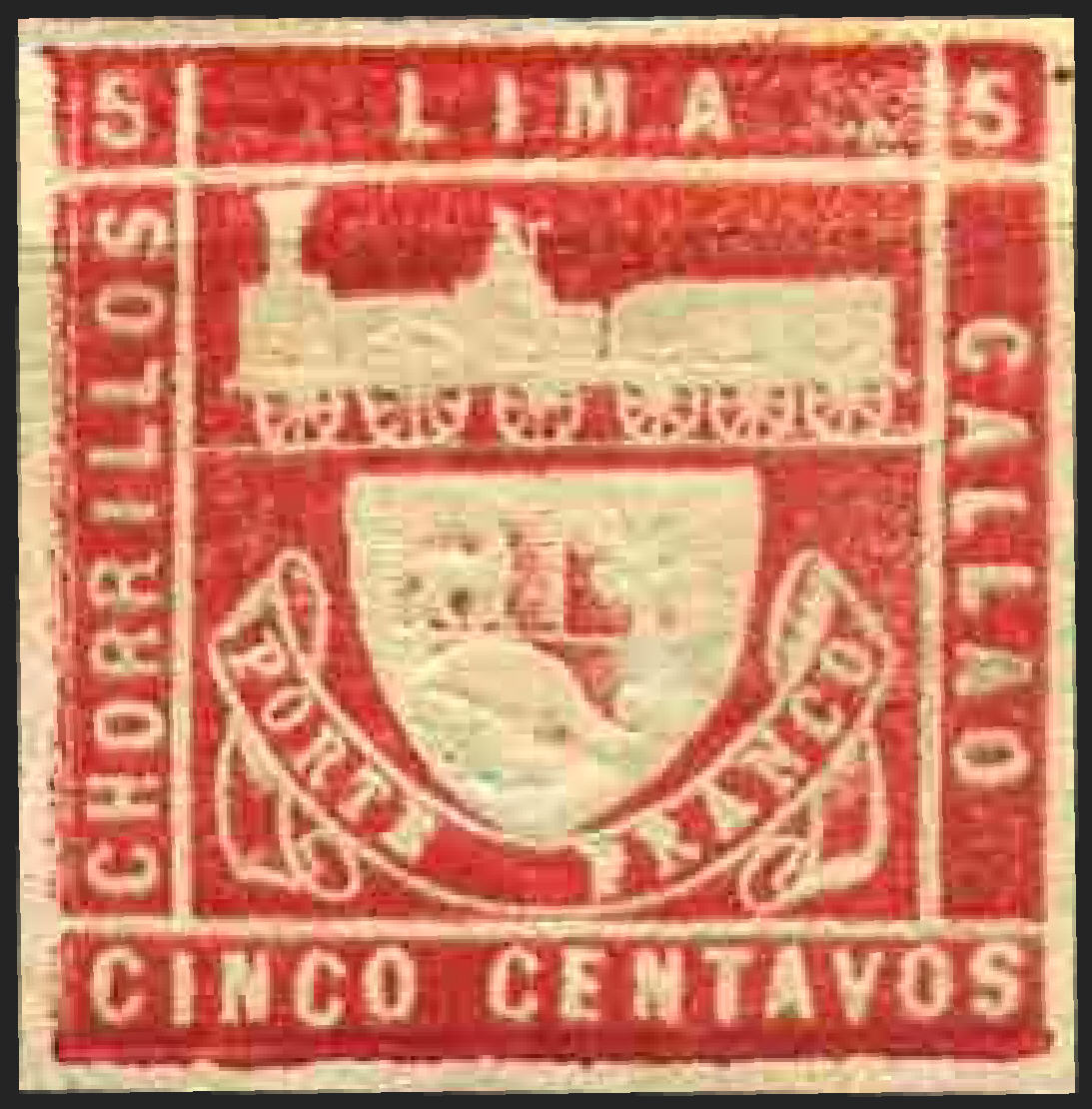
Erste Sondermarke der Welt aus Peru, 1871

Die ersten Briefmarken der Welt wurden bereits am 6. Mai 1840 in Großbritannien ausgegeben. In den folgenden Jahren sollte sich die Erfindung auf der ganzen Welt verbreiten. Bei diesen Briefmarken handelte es sich jedoch ausschließlich um Dauermarkenserien, die meistens das Staatsoberhaupt, eine Wappen- oder eine Ziffernzeichnung zeigten. Erst im Jahre 1871 kam es in Peru zur Ausgabe der weltweit ersten Sondermarke. Die im April 1871 ausgegebene Briefmarke zeigt eine Lokomotive. Die Ausgabe fiel mit dem 20. Jahrestag der Eröffnung der peruanischen Eisenbahn zusammen. Ob es Absicht oder Zufall war, gilt als nicht gesichert, da es ebenso wahrscheinlich ist, dass die vermeintliche Sondermarke lediglich für die Abgeltung des verbilligten Eisenbahnbriefportos gedacht war. Die ersten, eindeutig als Sondermarken konzipierten und ausgegebenen Briefmarken wurden 1888 von New South Wales anlässlich des 100. Jahrestages der Landung erster britischer Siedler herausgegeben.
Als erste Serie von Sondermarken wurde 1896 wurde in Griechenland die Briefmarkenserie Olympische Spiele 1896 herausgegeben, sie trug wesentlich zur Finanzierung der Spiele bei. Nach und nach wurde die Werbewirksamkeit von Briefmarken zunehmend erkannt. Zahlreiche Staaten zogen mit der Ausgabe von Sondermarken nach. Im Jahre 1897 wurden Sondermarken sowie auch Gedenkmarken im Rahmen des internationalen Weltpostkongresses in Washington, D.C. schließlich im internationalen Verkehr zugelassen.

### Propaganda auf Sondermarken
Die Werbewirksamkeit der Sondermarke wurde jedoch bald missbraucht. Vor allem diktatorische Staaten wie das nationalsozialistische Deutsche Reich, aber auch Nordkorea und die DDR nutzten die Motive der Briefmarken, vor allem der von Sondermarken, als Platz für ihre Propaganda. Während des Zweiten Weltkrieges nahm so das Deutsche Reich zudem einen nicht unbeträchtlichen Geldbetrag ein, da die Propagandabriefmarken mit hohen Aufschlägen an die Sammler verkauft wurden. Ein Beispiel hierfür ist die Gedenkmarke anlässlich des 55. Geburtstags von Hitler, die einen Frankaturwert von 54 Pfennig hatte, jedoch für 1,50 Reichsmark verkauft wurde. Besonders ausgeprägt waren ferner die in hohen Auflagen erschienenen Leninsondermarken in der Sowjetunion.

### Sondermarken heute

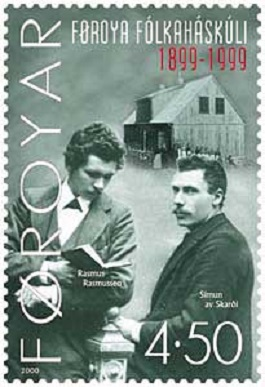
Moderne Sondermarke der Färöer

Viele Länder nutzen heute Sondermarken als Möglichkeit der Selbstdarstellung. Fand man vor dem Zweiten Weltkrieg Sondermarken noch vergleichsweise selten, sind sie heute weitaus häufiger als Dauermarken. Sondermarken wurden und werden mit Blick auf Sammler als potentielle Käufer hergestellt. Die fürs Briefeschreiben werbende Wirkung ihrer optisch mitunter ansprechenden Gestaltung zielt aber auch auf Gelegenheitskunden. 
Insbesondere Kleinstaaten erwirtschaften mit der Ausgabe von Sondermarken beliebter Motive einen nicht unwesentlichen Anteil für die Staatskasse. Manche Kleinstaaten wie die Färöer bleiben jedoch landesbezogenen Motiven treu. Die Entwicklung, stattdessen populäre Motive ohne Landesbezug auf Sondermarken abzubilden, lässt sich mittlerweile auch vermehrt in Österreich beobachten.